# Опанасенко, Пётр Никитич
Пётр Ники́тович Опана́сенко (14 февраля 1952 — 27 сентября 2010) — генерал МВД Украины, один из ключевых свидетелей в деле Гонгадзе.

## Биография
Родился 14 февраля 1952 года в селе Войково Барышевского района Киевской области. В 1977 году окончил Львовскую специальную среднюю школу милиции МВД СССР по специальности "юрист-правовед", а в 1986 году – Киевскую высшую школу МВД СССР по специальности "правоведение".
Опанасенко начал свою трудовую деятельность в 1969 году на киевском заводе Большевик токарем. В течение 1971-1973 годов проходил службу в Вооружённых силах СССР.
В 1973-2005 годах Опанасенко работал на разных должностях в органах внутренних дел. Начиная с 1992 по 1996 год, возглавлял управление уголовного розыска Главного управления внутренних дел в городе Киеве, с января 1997 года был назначен на должность первого заместителя начальника Главного управления МВД Украины в городе Киеве – начальника криминальной милиции. В 2001 году был назначен на должность заместителя Государственного секретаря МВД Украины – начальника ГУ МВД в городе Киеве. С 2003 по 2005 год был заместителем министра внутренних дел Украины – начальником криминальной милиции.
В 2000 году журналист Георгий Гонгадзе, заметивший за собой слежку, обратился с письмом об этом в Генпрокуратуру. Там не отреагировали, но жалоба журналиста была спущена в столичную милицию, где расследованием дела о преследовании Гонгадзе (ещё до гибели журналиста), занялся первый замначальника главка по оперработе (на то время) Опанасенко.
Также Опанасенко упоминался на плёнках Николая Мельниченко в разговорах якобы президента Леонида Кучмы с министром внутренних дел Юрием Кравченко. По информации СМИ, Опанасенко установил, что номера машины, которая следит за Гонгадзе, принадлежат милицейской "семёрке", то есть "наружке", которой и командовал в масштабах страны Алексей Пукач (генерал милиции, главный подозреваемый в убийстве). Якобы Опанасенко доложил об этом, и план относительно Гонгадзе начал давать сбой, потому что пошла утечка информации. На плёнках в разговоре с президентом глава МВД высказывает недовольство по этому поводу.
С 2005 года работал на должности заместителя председателя правления, директора Департамента экономической безопасности и режима ОАО Укрнафта.
Скончался 27 сентября 2010 года.

## Награды и звания
- Награждён орденом "За заслуги" III степени
- Награждён почётными грамотами Верховной Рады и Кабинета Министров Украины